# Cedar Lake (Oklahoma)
Pour les articles homonymes, voir Cedar Lake.
Cedar Lake est une census-designated place du comté de Canadian, dans l'État d'Oklahoma, aux États-Unis. En 2020, elle compte une population de 404 habitants.